# ترميز الحمض النووي للطحالب
يستخدم الرمز الشريطي للحمض النووي الطحالب بشكل شائع لتحديد الأنواع ودراسات [علم الوراثة | الطحالب تشكل مجموعة تطور جينيًا غير متجانسة، مما يعني أن تطبيق رمز شريطي عالمي واحد / علامة لترسيم الأنواع أمر غير عملي، وبالتالي مختلفة يتم تطبيق العلامات / الباركود لهذا الهدف في مجموعات الطحالب المختلفة.

## الدياتومات
```
Diatom 
شفرة الدنا الخيطية
 "" هي طريقة لتحديد التصنيف 
دياتوم
 حتى إلى 
الأنواع
. يتم إجراؤه باستخدام 
حمض نووي ريبوزي منقوص الأكسجين
 أو 
حمض نووي ريبوزي
 متبوعًا بـ 
التضخيم
 
والتسلسل
 الخاص 
المناطق المحفوظة
 في المشط 
الجينوم
 متبوعة بمهمة تصنيفية.
```

```
أحد التحديات الرئيسية لتحديد الدياتومات هو أنه يتم جمعها غالبًا كمزيج من الدياتومات من عدة أنواع. عملية استقلاب الحمض النووي هي عملية تحديد الأنواع الفردية من عينة مختلطة من 
DNA البيئي
 (وتسمى أيضًا eDNA) والذي يتم استخلاصه مباشرة من البيئة كما في عينات التربة أو الماء.
```

```

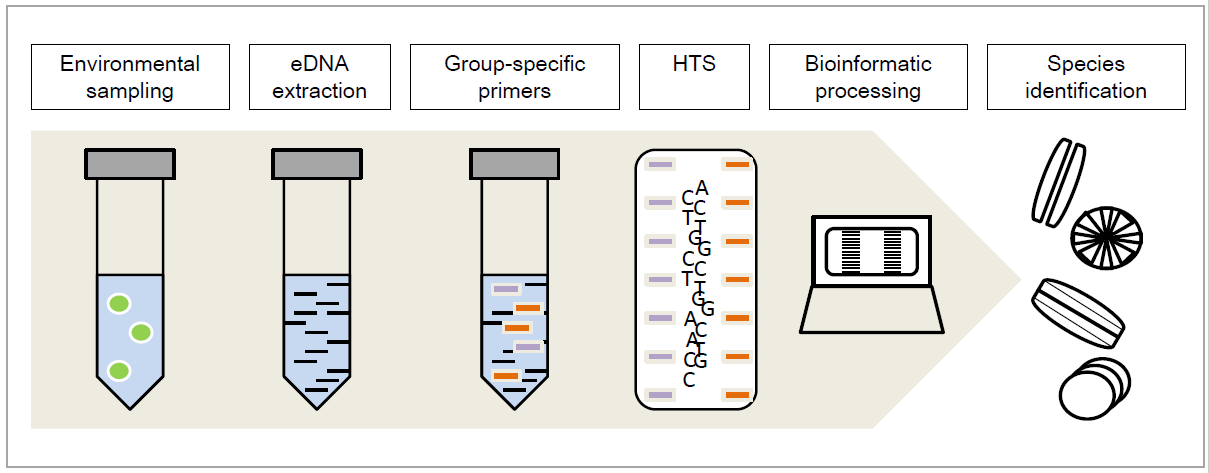
Diatom DNA barcoding

الطريقة المطبقة حديثًا هي المشطورة 
DNA metabarcoding
 والتي تستخدم لتقييم الجودة البيئية للأنهار والجداول بسبب الاستجابة المحددة للدياتومات لظروف بيئية معينة. نظرًا لأن تحديد الأنواع عبر 
علم التشكل
 أمر صعب نسبيًا ويتطلب الكثير من الوقت والخبرة، 
[
1
]
[
2
]
 
التسلسل عالي الإنتاجية
 (HTS) التمثيل الغذائي لحمض DNA يتيح التخصيص التصنيفي وبالتالي تحديد العينة الكاملة فيما يتعلق بالمجموعة المحددة [[Primer (biology (biology] | primers]] المختارة للحمض النووي السابق [[تفاعل البلمرة المتسلسل [التضخيم]].
```

```
حتى الآن، تم تطوير العديد من DNA 
markers
 بالفعل، وتستهدف بشكل رئيسي 
18S rRNA
.
[
3
]
 باستخدام المنطقة V4 شديدة الاختلاف من الحمض النووي الصغير للوحدة الريبوزومية (SSU rDNA)، تم العثور على تحديد قائم على DNA ليكون أكثر كفاءة ثم النهج القائم على التشكل الكلاسيكي.
[
4
]
 المناطق المحفوظة الأخرى في الجينومات التي يتم استخدامها كثيرًا كجينات علامة هي 
روبيسكو
 (rbcL)، 
cytochrome oxidase I
 (cox1، COI)، 
[
5
]
 
ITS
 
[
6
]
 و [[28S ribosomal RNA | 28S] ].
[
7
]
 لقد ثبت مرارًا وتكرارًا أن البيانات الجزيئية المكتسبة بواسطة كود التعريف diatom eDNA تعكس بأمانة تمامًا مؤشرات التشعب الحيوي المستندة إلى مورفولوجيا وبالتالي تقدم تقييمًا مشابهًا لحالة النظام البيئي.
[
8
]
[
9
]
 في هذه الأثناء، يتم استخدام الدياتومات بشكل روتيني لتقييم الجودة البيئية في النظم البيئية الأخرى للمياه العذبة.
[
7
]
 جنبًا إلى جنب مع [[اللافقاريات] المائية ] تعتبر أفضل مؤشرات الاضطراب المتعلقة بالظروف الفيزيائية أو الكيميائية أو البيولوجية للمجاري المائية. تستخدم دراسات عديدة دياتومات قاعية للرصد الحيوي.
[
10
]
[
11
]
[
12
]
[
13
]
 نظرًا لأنه لم يتم العثور على رمز شريطي مثالي للحمض النووي المشع، تم اقتراح استخدام علامات مختلفة لأغراض مختلفة. في الواقع، تم اعتبار جينات cox1 و ITS و 28S شديدة التباين أكثر ملاءمة للدراسات التصنيفية، في حين أن المزيد من جينات 18S و rbcL المحفوظة تبدو أكثر ملاءمة للرصد البيولوجي.
```

```
=== مزايا ===
يعد تطبيق مفهوم الرمز الشريطي للحمض النووي على الدياتومات إمكانات كبيرة لحل مشكلة تحديد الأنواع غير الدقيقة وبالتالي تسهيل تحليلات التنوع البيولوجي للعينات البيئية.
[
14
]
```

```
دائمًا ما تؤدي الأساليب الجزيئية القائمة على تقنية NGS إلى عدد أكبر من الأصناف المحددة التي يمكن التحقق من وجودها لاحقًا عن طريق الفحص المجهري. تقدم نتائج هذه الدراسة دليلاً على أن شفرة eDNA الدياتومات مناسبة لتقييم جودة المياه ويمكن أن تكمل أو تحسن الأساليب التقليدية. Stoeck et al.
[
15
]
 أظهر أيضًا أن الرمز الشريطي لـ eDNA يوفر رؤية أكثر في تنوع المشطرات أو المجتمعات البروتستانتية الأخرى، وبالتالي يمكن استخدامه للإسقاط البيئي للتنوع العالمي. أظهرت دراسات أخرى نتائج مختلفة. على سبيل المثال، كانت الجرد التي تم الحصول عليها من الطريقة القائمة على الجزيئات أقرب إلى تلك التي تم الحصول عليها بواسطة الطريقة القائمة على المورفولوجيا عندما تكون الأنواع الوفيرة في التركيز.
[
5
]
```

```
يمكن أيضًا أن يؤدي استقلاب الحمض النووي إلى زيادة الدقة التصنيفية وقابلية المقارنة عبر المناطق الجغرافية، والتي غالبًا ما تكون صعبة باستخدام الأحرف المورفولوجية فقط. علاوة على ذلك، يسمح التحديد المعتمد على الحمض النووي بتوسيع نطاق المؤشرات الحيوية المحتملة، بما في ذلك المجموعات التصنيفية غير الواضحة التي يمكن أن تكون شديدة الحساسية أو تتحمل بعض الضغوطات. بشكل غير مباشر، يمكن أن تساعد الطرق الجزيئية أيضًا في سد الفجوات في المعرفة ببيئة الأنواع، من خلال زيادة عدد العينات المجهزة إلى جانب انخفاض وقت المعالجة (فعالية التكلفة)، وكذلك عن طريق زيادة دقة ودقة الارتباط بين الأنواع / MOTUs والعوامل البيئية.
[
16
]
```

```
=== التحديات ===
```

```

مورفولوجيا الدياتوم

لا يوجد حاليًا توافق في الآراء بشأن طرق الحفاظ على DNA والعزل، واختيار الباركود DNA و PCR التمهيدي، ولا اتفاق بشأن معلمات تجميع MOTU وتعيينها التصنيفي.
[
16
]
 الحاجة إلى أخذ العينات والخطوات الجزيئية أن يتم توحيدها من خلال دراسات التنمية.
[
5
]
 أحد القيود الرئيسية هو توفر الباركود المرجعية لأنواع الدياتومات. إن قاعدة البيانات المرجعية لتصنيفات المؤشرات الحيوية بعيدة عن الاكتمال على الرغم من الجهود المستمرة للعديد من مبادرات الترميز الوطنية، حيث لا يزال هناك الكثير من الأنواع التي تفتقر إلى معلومات الرمز الشريطي. علاوة على ذلك، فإن معظم البيانات الحالية الخاصة بعملية التمثيل الغذائي متاحة محليًا ومبعثرة جغرافيًا، مما يعيق تطوير أدوات مفيدة عالميًا.
[
16
]
 Visco et al.
[
17
]
 قدر أنه لا يوجد حاليًا أكثر من 30٪ من أنواع الدياتومات الأوروبية ممثلة في قواعد البيانات المرجعية. على سبيل المثال، هناك نقص كبير في عدد من الأنواع من مجتمعات فنوسكانديا (خاصة الدياتومات الحمضية، مثل "Eunotia incisa"). وقد ثبت أيضًا أن التحديد التصنيفي باستخدام الرمز الشريطي للحمض النووي ليس دقيقًا فوق مستوى الأنواع، لتمييز الأصناف على سبيل المثال (المرجع مفقود).
```

```
هناك قيود أخرى معروفة للترميز الشريطي لتحديد التصنيف هي طريقة التجميع المستخدمة قبل التخصيص التصنيفي: غالبًا ما تؤدي إلى خسارة كبيرة في المعلومات الجينية والطريقة الوحيدة الموثوقة لتقييم آثار المجموعات المختلفة وعمليات التصنيف المختلفة هي المقارنة قائمة الأنواع التي تم إنشاؤها بواسطة خطوط أنابيب مختلفة عند استخدام نفس قاعدة البيانات المرجعية. لم يتم القيام بذلك بعد لمجموعة متنوعة من خطوط الأنابيب المستخدمة في التقييم الجزيئي لمجتمعات الدياتوم في أوروبا.
[
16
]
 قواعد البيانات التي تم التحقق منها تصنيفيًا، والتي تتضمن قسائم يمكن الوصول إليها تعتبر حاسمة أيضًا للتعرف على التصنيف الموثوق به عبر NGS. < المرجع> 
Zimmermann, Jonas; Abarca, Nelida; Enk, Neela; Skibbe, Oliver; Kusber, Wolf-Henning; Jahn, Regine (29 Sep 2014). Schierwater, Bernd (ed.). 
"مكتبات مرجعية تصنيفية للتكويد البيئي: مثال على أفضل الممارسات من Diatom Research"
. 
PLoS ONE
 (بالإنجليزية). 
9
 (9): e108793. 
DOI
:
10.1371 / journal.pone.0108793
. 
ISSN
:
1932-6203
. 
PMC
:
4180937
. 
PMID
:
25265556
.
 
{{
استشهاد بدورية محكمة
}}
: 
تأكد من صحة قيمة 
|
doi=
 (
help
)
</ref>
```

```
بالإضافة إلى ذلك، غالبًا ما يتم العثور على التحيز التمهيدي كمصدر رئيسي للاختلاف في الباركود ويمكن أن تختلف كفاءة البادئات PCR بين أنواع الدياتومات، أي أن بعض البادئات تؤدي إلى تضخيم تفضيلي لأصنف على آخر.
[
16
]
```

```
يعتبر الاستدلال على الوفرة من بيانات التشفير هو أحد أصعب المشكلات في الاستخدام البيئي.
[
18
]
 {ref> 
Edgar, Graham J.; Alexander, Timothy J.; Lefcheck, Jonathan  S.; Bates, Amanda E.; Kininmonth, Stuart J.; Thomson, Russell J.; Duffy, J.  Emmett; Costello, Mark J.; Stuart-Smith, Rick D. (2017). 
"وفرة وعمليات النطاق المحلي تساهم في تدرجات متعددة في التنوع البحري العالمي"
. 
Science  Advances
 (بالإنجليزية). 
3
: e1700419. 
DOI
:
10.1126 / sciadv.1700419
. 
ISSN
:
2375-2548
. 
PMC
:
5647131
. 
PMID
:
29057321
.
 
{{
استشهاد بدورية محكمة
}}
: 
الوسيط غير المعروف 
|
problem=
 تم تجاهله (
help
) and 
تأكد من صحة قيمة 
|
doi=
 (
help
)
</ref> عدد التسلسلات التي تم إنشاؤها بواسطة HTS لا يتوافق بشكل مباشر مع عدد العينات أو الكتلة الحيوية وأن الأنواع المختلفة يمكن أن تنتج كمية مختلفة من القراءات (على سبيل المثال، بسبب الاختلافات في حجم البلاستيدات الخضراء مع علامة rbcL). Vasselon et al.
[
19
]
 أنشأ مؤخرًا عامل تصحيح حجم حيوي عند استخدام علامة rbcL. على سبيل المثال، يحتوي "Achnanthidium minutissimum" على حجم حيوي صغير، وبالتالي سيولد نسخًا أقل من جزء rbcL (الموجود في البلاستيدات الخضراء) من الأنواع الأكبر حجمًا. ومع ذلك، فإن عامل التصحيح هذا يتطلب معايرة واسعة النطاق مع كل نوع حيوي خاص به وقد تم اختباره على عدد قليل من الأنواع حتى الآن. لا يبدو أن تقلبات عدد النسخ الجينية للعلامات الأخرى، مثل علامة 18S ، خاصة بالأنواع، ولكن لم يتم اختبارها بعد.
```

```
=== المناطق المستهدفة المشطورة ===
عادة ما تجمع علامة الباركود بين المناطق شديدة التغير في الجينوم (للسماح بالتمييز بين الأنواع) مع منطقة محفوظة للغاية (لضمان خصوصية الكائن المستهدف). العديد من علامات الحمض النووي، تنتمي إلى الجينومات النووية والميتوكوندريا والبلاستيدات الخضراء (
rbcL
 ، 
COI
 ، 
ITS
 + 
5.8S
 ، 
SSU
 ، 
18S
 ...)، تم تصميمها واستخدامها بنجاح لتحديد هوية الدياتومات مع NGS.
[
6
]
[
20
]
[
21
]
```

```
==== 18S و V4 الوحدة الفرعية ====
تم استخدام منطقة الجينات 18S على نطاق واسع كعلامة في المجموعات البروتستانية الأخرى 
[
22
]
[
23
]
 و Jahn et al.
[
24
]
 كانوا أول من اختبر t هو منطقة الجينات 18S للشفرات الباركود. اقترح زيمرمان وآخرون.
[
7
]
 جزءًا طوله 390-410 نقطة أساس من موضع الجين الوراثي 18S rRNA 1800 bp كمؤشر باركود لتحليل العينات البيئية باستخدام HTS. ويناقش استخدامها والقيود لتحديد هوية المشطورة. يتضمن هذا الجزء الوحدة الفرعية V4 التي تعد أكبر وأكثر المناطق تعقيدًا في موقع 18S.
[
25
]
 سلطوا الضوء على أن هذه المنطقة شديدة الاختلاف من الجين 18S لديها إمكانات كبيرة لدراسة التنوع البروتستانتي على نطاق واسع ولكن لديها كفاءة محدودة لتحديد أقل من مستوى الأنواع أو الأنواع المشفرة.
```

```
==== rbcL ====
يستخدم الجين rbcl في دراسات التصنيف (Trobajo et al. 2009) والتي تشمل الفوائد التي نادرا ما تكون أي اختلافات داخل الأجنة ويتم محاذاة ومقارنتها بسهولة. مكتبة مرجعية مفتوحة الوصول تدعى R-Syst :: diatom تتضمن بيانات عن شريطين (18S و rbcL). يمكن الوصول إليه مجانًا من خلال موقع ويب.
[
26
]
 استخدم Kermmarec وآخرون 
[
5
]
 بنجاح جين rbcL للتقييم البيئي لـ الدياتومات. يتم أيضًا محاذاة علامة rbcL ومقارنتها بسهولة.
```

```
قام كل من Moniz و Kaczmarska 
[
21
]
 بالتحقيق في نجاح تضخيم علامات SSU و COI و ITS2 ووجدوا أن الجزء 300 - 400 bp ITS-2 + 5.8S قدم أعلى معدل نجاح التضخيم وحل الأنواع الجيدة. تم استخدام هذا المؤشر لاحقًا لفصل الأنواع المحددة شكليًا بمعدل نجاح 99.5 ٪. على الرغم من نجاح التضخيم هذا، انتقد زيمرمان وزملاؤه 
[
7
]
 استخدام ITS-2 بسبب عدم التجانس داخل الأفراد. تم اقتراح أن SSU 
[
7
]
 أو علامات rbcL (Mann et al. 2010) أقل تباينًا بين الأفراد وبالتالي أكثر فائدة عند التمييز بين الأنواع.
```

```
=== التطبيقات ===
==== أداة وراثية للمراقبة الحيوية والتقييم الحيوي ====
```

 تُستخدم الدياتومات بشكل روتيني كجزء من مجموعة من أدوات المراقبة الحيوية التي يجب مراقبتها كجزء من توجيه إطار عمل المياه الأوروبي. تُستخدم الدياتومات كمؤشر لصحة النظام البيئي في المياه العذبة لأنها منتشرة في كل مكان وتتأثر مباشرةً بالتغيرات في الفيزيائية الكيميائية المعلمات وإظهار علاقة أفضل مع المتغيرات البيئية من الأصناف الأخرى على سبيل المثال اللافقاريات، مما يعطي صورة شاملة أفضل لجودة المياه. 
```

(هـ) ترميز استقلاب الحمض النووي في التقييم البيولوجي للأنظمة البيئية المائية

على مدى السنوات الأخيرة، قام الباحثون بتطوير وتوحيد الأدوات الخاصة بتشفير الحروف وتسلسل الدياتومات، لاستكمال التقييم التقليدي باستخدام الفحص المجهري، وفتح طريق جديد للرصد البيولوجي للأنظمة المائية.
[
29
]
 كشف استخدام الدياتومات القاعية من خلال طريقة تسلسل الجيل التالي للرصد البيولوجي للنهر عن احتمالية جيدة فيه. < المرجع name = ": 0" /> أظهرت العديد من الدراسات أنه يمكن استخدام الترميز الأيضي و HTS (التسلسل عالي الإنتاجية) لتقدير حالة الجودة والتنوع في المياه العذبة. كجزء من وكالة البيئة، Kelly et al.
[
30
]
 طور نهج التشفير المستندة إلى الحمض النووي لتقييم مجتمعات الدياتوم في الأنهار في المملكة المتحدة. Vasselon et al.
[
31
]
 مقارنة الطرق المورفولوجية و HTS للدياتومات ووجدت أن HTS أعطت إشارة موثوقة لحالة الجودة لمعظم الأنهار من حيث مؤشر حساسية الملوثات المحددة (SPI). Vasselon et al.
[
32
]
 أيضًا عملية تشفير الحمض النووي لمجتمعات الدياتومات على شبكة مراقبة الأنهار في جزيرة مايوت الاستوائية (DOM-TOM الفرنسية).
```

```
Rimet et al.
[
33
]
 كما استكشف إمكانية استخدام HTS لتقييم تنوع المشطورة وأظهر أن مؤشرات التنوع من كل من HTS والتحليل المجهري كانت مترابطة بشكل جيد على الرغم من أنها ليست مثالية.
```

```
يمكن استخدام الرمز الشريطي للحمض النووي والتشفير الأيضي لإنشاء مقاييس ومؤشرات جزيئية، والتي من المحتمل أن تقدم استنتاجات مشابهة بشكل عام لتلك التي توصلت إليها المناهج التقليدية حول الحالة البيئية والبيئية للأنظمة البيئية المائية.
[
34
]
```

```
==== الطب الشرعي ====
تستخدم الدياتومات كأداة لتشخيص الغرق في ممارسات الطب الشرعي. يعتمد اختبار الدياتوم على مبدأ استنشاق الدياتوم من الماء إلى الرئتين وتوزيعه وترسبه حول الجسم. يمكن استخدام طرق الحمض النووي لتأكيد ما إذا كان سبب الوفاة يغرق بالفعل وتحديد مكان الغرق.
[
35
]
 Datom DNA metabarcoding ، يتيح الفرصة لتحليل مجتمع المشطورة الموجود داخل الجسم بسرعة وحدد مصدر الغرق وتحقق مما إذا كان الجسد قد تم نقله من مكان إلى آخر.
```

```
==== الأنواع المشفرة والبيانات ====
قد يساعد ترميز الحروف المشطورة في تحديد الأنواع المشفرة التي يصعب التعرف عليها باستخدام الفحص المجهري ويساعد على إكمال قواعد البيانات المرجعية من خلال مقارنة التجميعات المورفولوجية ببيانات الترميز.
[
33
]
 "" "
```

## طحالب مجهرية أخرى
```
تمتلك 
يخضورات
 قدماء ونسبًا متنوعًا جدًا من حيث التصنيف (فانغ وآخرون 2014)، بما في ذلك النباتات الأرضية أيضًا. على الرغم من أنه تم وصف أكثر من 14000 نوع بناءً على المعايير الهيكلية وفوق البنية التحتية (Hall et al. 2010)، فإن تحديدها الصرفي غالبًا ما يكون محدودًا.
```

```
تم اقتراح العديد من الباركودات للكلوروفيتات لتحديد الهوية على أساس الحمض النووي من أجل تجاوز إشكاليات المورفولوجية. على الرغم من أن جين ترميز السيتوكروم أوكسيديز I (COI ، COX) (رابط) هو رمز شريطي قياسي للحيوانات، فقد ثبت أنه غير مرضٍ للكلوروفيت لأن الجين يحتوي على عدة إنترونات في هذه المجموعة من الطحالب (Turmel وآخرون 2002). تم استخدام جينات العلامة النووية للكلوروفيت وهي SSU rDNA و LSU rDNA و rDNA ITS (Leliaert et al. 2014).
```

## الطحالب الكبيرة
```
عشب بحري
 يمكن أن يكون من الصعب تحديده بسبب شكله البسيط، اللدونة المظهرية ومراحل دورة الحياة البديلة. وهكذا، أصبحت منهجية الطحالب وتحديد الهوية تعتمد بشكل كبير على الأدوات الجينية / الجزيئية مثل 
DNA DNA barcoding
.
[
36
]
[
37
]
 ومع ذلك، فإن SSU rDNA هي منطقة محفوظة بشكل كبير وتفتقر عادةً إلى الدقة في تحديد الأنواع.
```

```
على مدار العقدين الماضيين، تم تطوير معايير معينة لترميز الحمض النووي بهدف تحديد الأنواع لكل مجموعة رئيسية من الطحالب الكبيرة.
[
36
]
[
38
]
[
39
]
[
40
]
[
41
]
 يتم استخدام الجين 
cytochrome c oxidase subunit
 I (COI) كرمز شريطي للطحالب الحمراء والبنية، بينما tufA (عامل استطالة البلاستيد)، rbcL (الوحدة الفرعية الكبيرة لروبيسكو) و ITS (
فاصل داخلي للنسخ
) تُستخدم بشكل شائع في الطحالب الخضراء.
[
41
]
 هذه عادة ما تكون الباركود بطول 600-700 نقطة أساس.
```

```
عادةً ما تختلف الباركود بين المجموعات الرئيسية الثلاثة من الطحالب الكبيرة (الأحمر والأخضر والبني) لأن تراثها التطوري متنوع جدًا.
[
42
]
 الطحالب الكبيرة هي مجموعة 
تعدد الأشكال
، مما يعني أنها لا تشترك في المجموعة في سلف مشترك حديث، مما يجعل من الصعب العثور على جين محفوظ بين جميعها متغيرة بما يكفي لتحديد الأنواع.
```

## المناطق المستهدفة
مجموعة تصنيفية
 
| جين ماركر | جين ماركر | جين ماركر | - |  | نووي | الميتوكوندريا | كلوروبلاستيد | - | كلوروفيت | SSU rDNA و LSU rDNA و rDNA ITS |  | tufA، rbcL | - | رودوفيت | Phycoerythrin ، عامل استطالة، LSU rDNA | 'cox1،' cox2-3 spacer | rbcL، فاصل Rubisco | - | فايتوفيت | RDNA ITS | «كوكس» 1، «كوكس» 3 | psbA، rbcL، Rubisco spacer | - الكريسوفيت والسينوروفيت | SSU rDNA و rDNA ITS | كوكس1 | psaA، rbcL | - | الخلايا الخفية | SSU rDNA و LSU rDNA و rDNA ITS | كوكس1 | فاصل روبيسكو | - الفطريات العصوية | SSU rDNA و LSU rDNA و rDNA ITS | كوكس1 | rbcL | - | Dinophytes | LSU rDNA ، rDNA ITS | cox1، cob | PsbA ncr ، 23S rDNA | - | نباتات الهابتوب | SSU rDNA و LSU rDNA و rDNA و rDNA ITS | cox1b - atp4 | tufA | - | Raphidophytes | SSU rDNA و LSU rDNA و rDNA و rDNA ITS | كوكس1 | psaA، rbcL | - | Xanthophytes | RDNA ITS |  | RbcL، psbA - rbcL spacer | - | كلورالاتشنيوفيتس النووية النووية الحمض النووي الريبي، الحمض النووي الريبي الحمض النووي النووي |  |  | - | فطريات Euglenophytes | SSU rDNA ، LSU rDNA |  | SSU rDNA ، LSU rDNA |

```
مقتبس من
```